# Dolichurus palawanensis
Dolichurus palawanensis là một loài côn trùng cánh màng trong họ Ampulicidae, thuộc chi Dolichurus. Loài này được Tsuneki in Tsuneki et al. miêu tả khoa học đầu tiên năm 1992.

## Phân loài
- Dolichurus palawanensis palawanensis, Tsuneki in Tsuneki et al., 1992[2]
- Dolichurus palawanensis davaonis, Tsuneki in Tsuneki et al., 1992[3]